# 高畑百合子
高畑 百合子（たかはた ゆりこ、1980年8月19日 - ）は、TBSアナウンサー。

## 来歴・人物
東京都出身。身長160cm、血液型はA型。東京都立駒場高等学校、明治大学法学部卒業。大学在学中はチアリーディングに励み、応援団バトン・チアリーディング部「JESTERS」を経て、明治大学チアリーディングチーム「JAGUARS」を創設し、初代キャプテンを務めた。
2003年、アナウンサーとしてTBSに入社。同期は小林麻耶（2009年3月退社）、高野貴裕（2022年7月に親会社TBSホールディングスに出向2025年1月末で退職）。同期アナウンサーだった小林からは「ゆりっぺ」と呼ばれている。
『みのもんたの朝ズバッ!』には2005年3月の放送開始当初から出演。2013年10月、みのもんたの出演自粛・降板を受けて、事実上のサブキャスターに昇格した。番組名を『朝ズバッ!』に変更しリニューアルされた後も、引き続きサブキャスターを務め、2014年3月に最終回を迎えるまでの9年間、全ての期間に出演した唯一のキャスターとなる。一方、同番組で2010年3月まで共演していたフリーアナウンサーの根本美緒とは大変仲が良く、プライベートでも一緒に食事などをする機会が多いため、根本のブログによく登場している。
2008年の北京オリンピックに際し、民間放送各社共同で開設した五輪ニュースや各局放送日程等の配信を行う動画サイト『gorin.jp』のPRとして、在京民放5局の代表アナウンサーが「情熱的オリンピック」のキャッチフレーズのもとに、赤を基調とした服装で登場し、顔でスポーツの感動を表現するCMが作成された。TBS代表の高畑は「歓」の顔として出演した。他局代表は 鈴江奈々（日本テレビ）、平井理央（当時・フジテレビ）、武内絵美（テレビ朝日）、大橋未歩（当時・テレビ東京）。
お笑いコンビ・しずるの村上純は高校時代の同級生。
2019年2月19日、平昌パラリンピック・パラアイスホッケー日本代表の堀江航と結婚。出会って19日でのスピード婚だったことを明らかにしている。
同年から2回続けて流産し、不妊治療に取り組む。
2021年7月24日、『週末ノオト』（TBSラジオ）の生放送の中で妊娠を報告。11月26日、自身のブログで男の子を出産したことを報告した。
2023年6月12日、第2子女児を出産したことを公式ブログで報告した。
2025年5月16日、産休育休から3年8か月ぶりに復帰。

## 現在の出演番組

### テレビ
- ひるおび　ナレーション（TBS／2025年5月16日 - ）

## 過去の出演番組

### テレビ

#### レギュラー番組
- Pooh! （2003年10月 - 2004年9月）
- J-SPORTS （2004年4月 - 2005年6月）
- みのもんたの朝ズバッ! → 朝ズバッ!（スポーツ担当→サブキャスター、2005年3月28日 - 2014年3月28日）
- MOVE ON ベイスターズ（2008年シーズンまで）
- 早ズバッ!ナマたまご（2008年3月28日 - 2009年3月27日）
- 報道LIVE あさチャン!サタデー（2015年4月4日 - 9月）
- 名医のTHE太鼓判! 進行アシスタント（2017年10月9日 - 2018年3月）
- ひるおび! JNNニュース担当 木・金曜日→月 - 金曜日（2014年4月3日 - 2018年9月28日）
コーナー担当 月・水曜日（2014年3月31日 - 9月）※以後ニュース専任
- ゴゴスマ -GO GO!Smile!- ニュース担当（CBC制作／2015年11月9日 - 2018年9月28日）
- オリンピック・世界陸上など各種スポーツ中継（2014年まで）
- 高橋尚子のラララRUN♪（BS-TBS）
- 週刊ジュニアゴルフ教室〜石川遼からの挑戦状〜（BS-TBS）
- ライバルたちの光芒（BS-TBS／2013年4月 - 9月）
- 報道1930（BS-TBS  2018年10月  -   2021年8月）

#### 単発番組・その他
- ザ・プロ野球 → BANG BANG BASEBALL（2007年 - 2011年）
- バツ彼（2004年9月16日、最終回で同期だった小林麻耶とともに女優として出演）
- ズバリ言うわよ! 炎の4時間メッタ斬りSP ズバリ全国女子アナ幸せ白書 （2006年10月3日）
- 超豪華!オールスター赤面申告ハプニング大賞 TBS女子アナ ハプニングコレクション
- 和田アキ子殺人事件（2007年2月12日、コメンテーター役）

### ラジオ
- エキサイトベースボール水曜日スタジオキャスター（2014年4月9日 - 9月17日）
2007年 - 2011年シーズンでも中継リポーター要員とされていたが、実際の中継への出演機会はほとんどなかった。
- TOKYO JUKEBOX 金曜レギュラー（2016年10月7日 - 2017年3月24日）
- 荒川強啓 デイ・キャッチ!（2015年9月15日、片桐千晶夏季休暇時の代理アシスタント）
- 週末ノオト（アシスタント、2021年1月30日 - 8月28日、毎月第4土曜日担当[16]）